# Oskar Antze
Oskar Hans Adolf Antze ( 24 de octubre de 1878 – 23 de abril de 1962) fue un ajedrecista alemán.
Quedó primero con Hugo Süchting en Kiel en 1900 ( cuadrangular ), obtuvo el 4.º puesto en Hamburgo en 1905 ( cuadrangular ), cuarto en  Bremen en 1906 ( cuadrangular ), y ganó en Leipzig en 1913.
Tras la Primera Guerra Mundial , logra quedar empatado en tercera-quinta posición en Bad Oeynhausen en 1922, queda sexto en Hannover en  1926 ( triunfo de Aron Nimzowitsch, realizó una partida corta con Yefim Bogoliubov (1: 1 ) en Bremen en 1927, empatado en el 8.º-9.º puesto en Duisburg en 1929 ( 26 DSB-Congreso, triunfo de Carl Ahues, quedando octavo en Bad Aachen en 1934 ( segunda GER-ch, victoria de Carl Carls ), logrando ser cuarto en Bremen en 1933 ( cuadrangular ).